# Маранчала
Маранчала (груз. მარანჭალა) — село в Грузії.
За даними перепису населення 2014 року в селі проживає 631 особа.